# Иноди, Жак
Джакомо Иноди, или Жак Иноди (итал. Giacomo Inaudi или фр. Jacques Inaudi; 13 октября 1867 в деревне Норат, муниципалитет Роккабруна, провинция Кунео, Пьемонт, Италия — 10 ноября 1950, Шампиньи-сюр-Марн, Франция) — итальянский феноменальный счётчик. Большую часть своей карьеры он провёл во Франции. Его одарённость и удивительная память на числа привлекают внимание научных авторитетов.

## Биография
В детстве Иноди занимался, по его словам, умственной арифметикой, когда пас овец. Отец его был пастором. Когда его мать умерла, в возрасте 12 лет он последовал за двумя своими старшими братьями во Францию, где они работали дрессировщиками сурков. Он работал на нескольких мелких предприятиях в Марселе, прежде чем его встретил часовщик Домби. Позже он женился на его дочери Марии-Антуанетте Домби (Сент-Этьен, 1879 — Шампиньи-сюр-Марн, 1956).
Его менеджером стал де Торси (псевдоним Альбер Фердинанд Гайо). В 1880 году Камиль Фламмарион безуспешно пытался приобщить его к научным расчётам.
В начале 1890-х годов он привлёк внимание психологов и врачей, выступая перед французской Академией наук (1892—1893), и особенно перед Альфредом Бине, который посвятил ему одно из своих главных исследований. Также его исследовал французский учёный Жан-Мартен Шарко.
Об Иноди упоминал лауреат Нобелевской премии иммунолог Илья Ильич Мечников в своей книге «Этюды о природе человека. Опыт оптимистической философии», 1903.
В 1891 году его нанял Эмиль Робер-Уден, директор парижского театра Робер-Удена. С де Торси он блистал на всех ярмарках, где говорят по-французски. Иноди был связан с Маркетти, а затем стал владельцем Grand Théâtre moderne. Де Торси был его постоянным администратором.
Выступление Иноди состояло из следующих этапов: сложение или вычитание чисел из более чем двадцати цифр, возведение числа из более чем четырёх цифр в квадрат, извлечения корней (квадратных или кубических) при условии, что они дают целое число. Иноди, обмениваясь шутками с публикой, сообщал о результатах примерно через десять минут. Затем он определял день недели, соответствующий любой дате, начиная с семнадцатого века (менее чем за две секунды). Наконец, он повторял по памяти представленные ему задания и результаты.
В статье в L’Intransigeant от 21 июня 1896 года, касающейся пожара в здании на ярмарочной площади, где проходили первые показы фильмов на ярмарке в Орлеане, он назван совладельцем заведения.
Де Торси умер 30 августа 1937 года в Шампиньи-сюр-Марн. Робертсон по прозвищу Колсон Роберт стал новым менеджером Иноди на 8 лет.
Жак Иноди умер в Шампиньи-сюр-Марн 25 ноября 1950 года, и в телевизионных новостях ему была отдана дань уважения.

## Выступления
Прежде всего, Иноди обладал исключительной памятью на числа. Альфред Бине отметил скорость запоминания:
- 36 цифр за 1 мин 30 с;
- 57 цифр	за 4 мин 00 с;
- 75 цифр	за 5 мин 30 с;
- 107 цифр за 12 мин,

и пришёл к выводу, что время запоминания пропорционально квадрату количества цифр.
Инауди заявлял: «Я отчётливо слышу числа, и их удерживает ухо; я слышу, как они звенят у меня в ухе, так же, как я их говорил, своим тоном голоса, и это внутреннее слышание длится со мной большую часть дня.»
Иноди охотно занимался проблемами арифметической прогрессии, такими как нахождение четырёх последовательных чисел, зная сумму их квадратов, которые он решал за 30 секунд. Тем не менее, потребовалось 1 мин 50 с, чтобы «найти число, квадратный корень которого превышает кубический корень на 18», относительная неудача, которая в достаточной мере свидетельствует об отсутствии математических знаний знаменитого калькулятора.
Особенно сложными являются задачи на определение дня недели с многозначными числами годов. В литературе описано вычисление дня недели даты с восьмизначным годом суперсчётчиками Жаком Иноди и Морисом Дагбером.